# High School Musical 2: Work This Out DS
High School Musical 2: Work This Out é um jogo de video game que permite ao jogador escolher um dos personagens: Troy, Gabriella, Ryan, Sharpay, Chad e Taylor para viver a história do filme High School Musical 2 com o personagem escolhido. O jogo dispõe todas as 10 músicas do filme.

## Jogabilidade
O jogo é diferente de High School Musical: Makin' the Cut!, no qual o jogador deve escolher um dos seis personagens disponíveis e andar pelo Lava Springs, o que não era possível no título anterior do Nintendo DS.
As músicas são cantadas por artistas cover, e não pelos artistas originais do filme.

## Músicas
As músicas deve ser desbloqueadas de acordo com o progresso do jogador nos níveis. Você começa com apenas duas músicas: You Are The Music In Me e You Are The Music In Me (versão Sharpay).
- What Time Is It?
- Fabulous
- Work This Out
- You Are The Music In Me
- I Don't Dance
- You Are The Music In Me (Sharpay Version)
- Gotta Go My Own Way
- Bet On It
- Everyday
- All For One